# Београде, добро јутро 1
Београде, добро јутро 1 је књига која садржи избор текстова из емисије Првог програма Студија Б - Београде, добро јутро.

## Општине информације
Објављено је 24. јануара 2019. године под окриљем издавачке куће Лагуна, а садржи 400 страна. Након ње објављена су још два истоимена наставка књиге.
Књига обухвата период од јула 1975. до новембра 1976. односно избор текстова Душка Радовића који је око пет стотина пута уживо поздравио Београд, свакога јутра у 7 часова и 15 минута.
Душан Душко Радовић (Ниш, 29. новембар 1922 — Београд, 16. август 1984) био је српски песник, писац, новинар, афористичар и ТВ уредник. Био је главни уредник „Пионирских новина”, уредник Програма за децу Радио Београда, уредник Програма за децу Телевизије Београд, уредник листа „Полетарац”, новинар „Борбе” и (од 1975. године) уредник Студија Б. Његова емисија „Београде добро јутро” почела је да се емитује јула 1975. године на Студију Б. Била је укинута 1982. године, када су одређени чланови владајуће партије окарактерисали Душкове афоризме као „политичке поруке са израженом моралистичком и демагошком позадином”.